# قرار مجلس الأمن التابع للأمم المتحدة رقم 659
قرار مجلس الأمن التابع للأمم المتحدة رقم 659 الصادر بالإجماع في 31 يوليو 1990، بعد التذكير بالقرارات السابقة حول الموضوع، وكذلك دراسة تقرير الأمين العام حول قوة الأمم المتحدة المؤقتة في لبنان (اليونيفيل) المؤسسة بموجب القرار رقم 426 لعام 1978 قرر المجلس تمديد ولاية اليونيفيل لستة أشهر أخرى حتى 31 يناير 1991.
ثم أعاد المجلس التأكيد على تفويض القوة وطلب من الأمين العام تقديم تقرير عن التقدم المحرز فيما يتعلق بتنفيذ القرارين 425 و426 لعام 1978.

## أنظر أيضا
- الصراع الإسرائيلي اللبناني
- الحرب الأهلية اللبنانية
- الصراع في جنوب لبنان (1982-2000)